# Leptoctenopsis retectaria
Leptoctenopsis retectaria là một loài bướm đêm trong họ Geometridae.